# Set Meribre
Set Meribre je bil štiriindvajseti faraon Trinajste egipčanske dinastije, ki je vladala v drugem vmesnem obdobju Egipta. Vladal je iz Memfisa do leta 1749 pr. n. št.  ali do okoli 1700 pr. n. št. Dolžina njegovega vladanja je nezanesljiva. Egiptolog Kim Ryholt domneva, da je vladal malo časa, zagotovo manj kot deset let.

## Dokazi
Set Meribre je zanesljivo dokazan samo v 23. vrstici 7 kolone Torinskega seznama kraljev (po Alanu Gardinerju in Jürgenu von Beckerathu 23. vrstica 6. kolone. Kim Ryholt domneva, da je bilo na steli JE35256 prvotno napisano ime, prestolno ime in Horovo ime Set Meribreja. Stelo z datumom "leto 4" je kasneje prisvojil faraon Neferhotep I. Pred njim je zgodovinar Anthony Leahy trdil, da je stelo postavil Vegaf in ne Set Meribre, s čimer se je strinjal tudi Darrell Baker. V naselju Medamud severovzhodno od Luksorja je veliko porušenih zgradb in arhitekturnih ostankov, ki jih je zgradil verjetno Set Meribre in kasneje prisvojil njegov naslednik Sobekhotep III. Trditev še posebej dokazuje nadpražnik (Kairski muzej JE  44944). na katerem je skoraj v celoti izbrisano Set Meribrejevo ime. 
Jürgen von Beckerath je prepričan, da je Set Meribre istoveten z vladarjem, omenjenim v rodoslovju memfiškega svečenika Ankhefensekmeta iz mnogo kasnejše Dvaindvajsete dinastije. Vladar se imenuje "Aaken", kar dobesedno pomeni "Osel je močan". Von Beckerath domneva, da ime pomeni Set Meribreja, ki se je prvotno imenoval "Setken", se pravi "Set je močan". Ker so boga Seta v Dvaindvajseti dinastiji bojkotirali, so hieroglif Set-žival zamenjali s hieroglifom osel, kar je ime spremenilo v "Aaken".

## Dolžina vladanja
Egiptologa Darrell Baker in  Kim Ryholt umeščata Set Meribreja na 24. mesto v Trinajsti dinastiji, medtem ko Jürgen von Beckerath v njem vidi 20. vladarja. Vsi avtorji se strinjajo, da je bil verjetno uzurpator, ki je odstavil svojega predhodnika Intefa IV.
Trajanje Set Meribrejeve vladavine je izgubljeno zaradi praznine v Torinskem seznamu kraljev. Ohranjen je samo zapis "... [in] 6 dni". Ryholt pripisuje Imiremeši, Intefu IV. in Set Meribreju skupaj deset let vladanja. Iz Papirusa Boulaq 18 je mogoče sklepati, da sta Imiremeša in Intef IV. vladala več kot pet let, se pravi da je Set Meribre vladal manj kot pet let.
| Set Meribre Trinajsta egipčanska dinastija |                                                                     |                            |
| Vladarski nazivi                           |                                                                     |                            |
| Predhodnik: Intef IV.                      | Faraon Egipta do okoli 1749 pr. n. št. ali do okoli 1700 pr. n. št. | Naslednik: Sobekhotep III. |